# Phife Dawg
Phife Dawg, pseudonimo di Malik Izaak Taylor (New York, 20 novembre 1970 – Contea di Contra Costa, 22 marzo 2016), è stato un rapper statunitense ed un membro del gruppo A Tribe Called Quest, formato coi compagni di liceo Q-Tip e Ali Shaheed Muhammad (e, per un breve periodo, Jarobi White).
Phife e gli A Tribe Called Quest contribuirono a sfidare l'"atteggiamento macho" del rap e della musica hip-hop tra la fine degli anni ottanta e l'inizio dei novanta. Di Phife si disse avere una "spavalderia autoironica". Influenze del rap di Phife si trovano in Kanye West, Jill Scott, The Roots e Common.

## Carriera
Phife Dawg formò gli A Tribe Called Quest, poi conosciuti anche semplicemente come Quest, con il suo compagno di liceo Q-Tip nel 1985; il gruppo poi si ampliò con l'aggiunta di Ali Shaheed Muhammad e Jarobi White. A Tribe Called Quest erano strettamente associati con i compagni di hip-hop De La Soul e Jungle Brothers, creando un super-gruppo noto collettivamente come Native Tongues. Gli A Tribe Called Quest avevano proposto alcuni loro demo alla Geffen Records nel 1989, che però non offrì loro un contratto; ciò consentì loro di firmare, nel 1990, con la Jive Records, pubblicando il loro disco d'esordio People's Instinctive Travels and the Paths of Rhythm.
I contributi di Phife Dawg al gruppo aumentarono con il loro secondo album del 1991, The Low End Theory, che vide Phife trattare su questioni sociali e politiche; il disco fu acclamato dalla critica e dai colleghi musicisti. Il gruppo pubblicò altri tre album durante il decennio (Midnight Marauders nel 1993, Beats, Rhymes and Life nel 1996 e The Love Movement nel 1998) prima di sciogliersi, a causa del conflitto sia con la loro etichetta discografica sia al loro interno. I problemi del gruppo, in particolare il rapporto teso tra Phife e Q-Tip, fu descritto nel documentario del 2011 Beats, Rhymes & Life: The Travels of A Tribe Called Quest, diretto da Michael Rapaport.
Oltre ad essere un membro degli A Tribe Called Quest, Phife collaborò con altri artisti. È presente nei pezzi "La Schmoove" dei Fu-Schnickens, "Painz & Strife" di Diamond D e Pete Rock e "Let the Horns Blow" di Chi-Ali con Dres, Al'Tariq e Trugoy the Dove. Nel 2000 debuttò con il suo primo album da solista, Ventilation: Da LP. Nel 2013 si scrisse che Phife stava lavorando ad un album da solista intitolato MUTTYmorPHosis; un teaser del singolo intitolato "Nutshell" fu pubblicato online alla fine del 2015.

## Vita privata
Phife Dawg era un grande appassionato di sport, e partecipò a vari programmi radiofonici sportivi della ESPN. È anche un personaggio dei videogiochi NBA 2K7 e NBA 2K9.
A Phife fu diagnosticato il diabete nel maggio del 1990. Egli stesso si definì un "funky diabetico" nel singolo "Oh My God" del terzo album del gruppo, "Midnight Marauders". Dopo essere stato in lista di attesa per due anni, a Phife fu trapiantato un rene ricevuto dalla moglie nel 2008. Il trapianto non ebbe buon esito, tuttavia, e nel 2012 Phife dovette subire un altro trapianto.
Taylor morì il 22 marzo 2016, per complicazioni relative al diabete, all'età di 45 anni.

## Discografia
- 2000: Ventilation: Da LP
- 2022: Forever

## Filmografia
- 1993: Who's the Man? – Gerald
- 1998: The Rugrats Movie – Newborn Baby
- 2007: NBA 2K8 – Himself
- 2011: Beats, Rhymes & Life: The Travels of A Tribe Called Quest – Himself